# Coniopteryx mucrogonarcuata
Coniopteryx mucrogonarcuata är en insektsart som beskrevs av Meinander 1979. Coniopteryx mucrogonarcuata ingår i släktet Coniopteryx och familjen vaxsländor. Inga underarter finns listade i Catalogue of Life.